# Sulfoxaflor
Sulfoxaflor, também comercializado como Isoclast, é um inseticida sistêmico que atua como uma neurotoxina de insetos. Uma piridina e um composto trifluorometil, é um membro de uma classe de produtos químicos chamados sulfoximinas, que atuam no sistema nervoso central dos insetos.

## Mecanismo de ação
O Sulfoxaflor é um inseticida sistêmico, atua como uma neurotoxina para os insetos afetados e mata por contato ou ingestão.
O Sulfoxaflor é classificado para uso contra insetos que se alimentam de seiva como uma sulfoximina, que é um subgrupo de inseticidas que atuam como moduladores competitivos do receptor nicotínico de acetilcolina (nAChR). O Sulfoxaflor liga-se aos nAChRs em vez da acetilcolina. A ligação do Sulfoxaflor causa impulsos nervosos descontrolados, resultando em tremores musculares seguidos de paralisia e morte.
Outros subgrupos de moduladores competitivos de nAChR que se ligam ao receptor de forma diferente das sulfoximinas incluem Neonicotinoides, nicotina e butenolídeos.
Como o sulfoxaflor se liga muito mais fortemente aos receptores de neurônios de insetos do que aos receptores de neurônios de mamíferos, esse inseticida é seletivamente mais tóxico para insetos do que para mamíferos.

### Efeitos não-alvo
A aplicação só é recomendada quando não é provável que polinizadores estejam presentes em uma área, pois o sulfoxaflor é altamente tóxico para as abelhas se elas entrarem em contato com gotículas de spray logo após a aplicação; a toxicidade é reduzida após a secagem do spray.

## Aprovação
Em 6 de maio de 2013, a Agência de Proteção Ambiental dos Estados Unidos (EPA) aprovou os dois primeiros pesticidas comerciais que contêm sulfoxaflor, comercializados sob as marcas "Transform" e "Closer", para a Dow Chemical Company.
Em 10 de setembro de 2015, o Tribunal de Apelações do 9º Circuito dos EUA anulou a aprovação do sulfoxaflor pela EPA, citando evidências insuficientes de estudos sobre a saúde das abelhas para justificar como o sulfoxaflor foi aprovado. Apicultores e grupos ambientais apoiaram a decisão, dizendo que a EPA deve avaliar a saúde de colmeias inteiras, não apenas de abelhas individuais.
Em 14 de outubro de 2016, a Agência de Proteção Ambiental dos Estados Unidos (EPA) aprovou novos registros para sulfoxaflor, "Transform" e "Closer", para a Dow Chemical Company.
Anteriormente, a Dow Chemical Company possuía e vendia esses produtos. No entanto, a partir de junho de 2019, a seção agrícola da Dow Chemical Corporation foi dividida em uma empresa pública independente chamada Corteva Agriscience, que agora vende os pesticidas à base de sulfoxaflor.
Em 12 de julho de 2019, a EPA anunciou que permitirá o uso de sulfoxaflor, citando novos estudos que mostram níveis de dano mais baixos às abelhas do que outros pesticidas disponíveis. A EPA concluiu que o sulfoxaflor diminuiria o perigo para as abelhas, uma vez que estudos apoiados pela indústria avaliaram que ele se dissipou mais rapidamente e exigiu poucas aplicações do que outros pesticidas.
Sulfoxaflor está atualmente registrado em 47 países, incluindo EUA, Canadá, México, Argentina, Chile, Índia, China e Austrália. O registro de Closer and Transform na França foi anulado por decisão judicial em novembro de 2017.